# St. Wolfgang (Malschenberg)

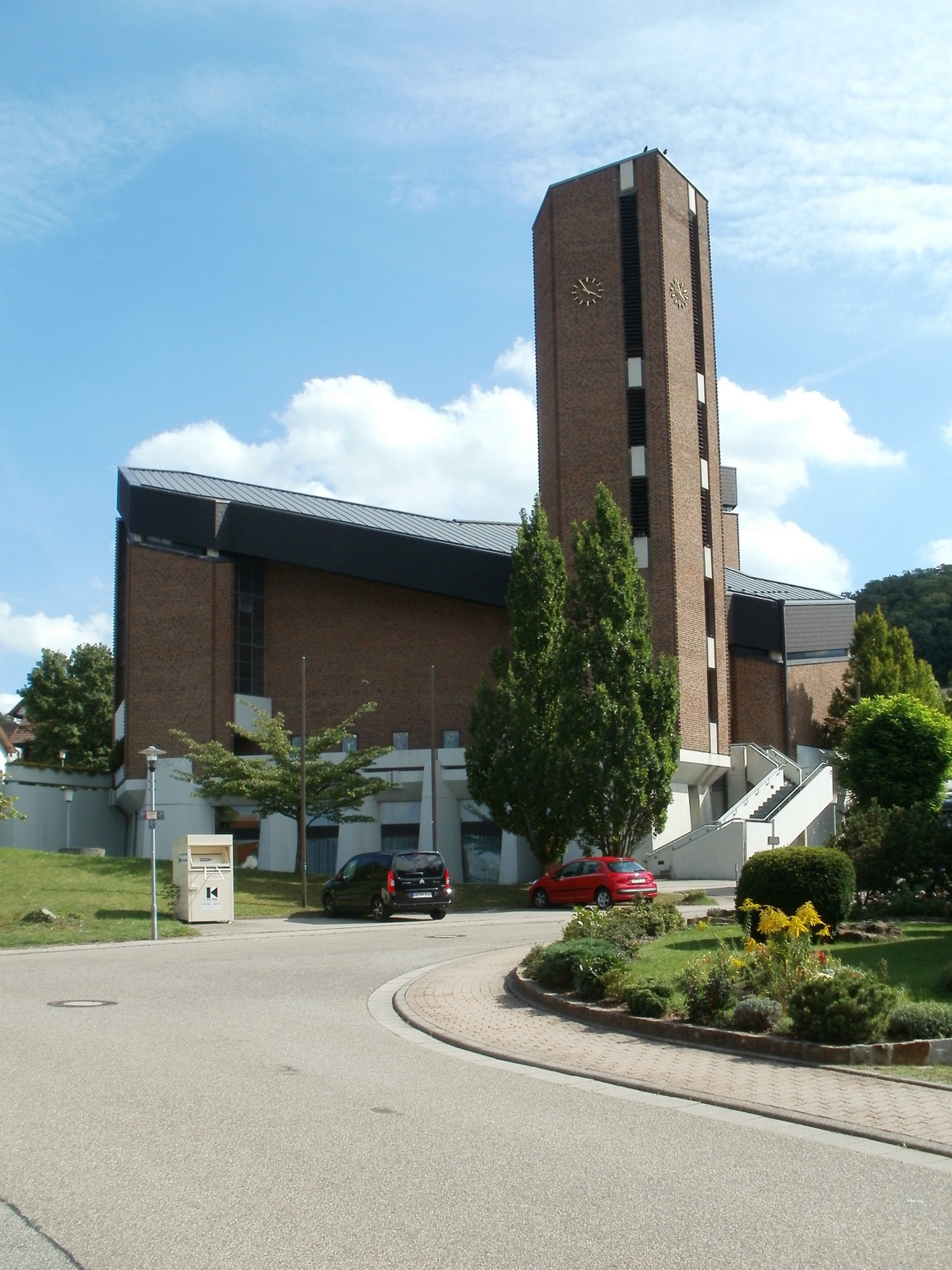
St. Wolfgang in Malschenberg

Die Kirche St. Wolfgang in Malschenberg wurde zwischen 1979 und 1982 als Zeltkirche errichtet und ist die Pfarrkirche der römisch-katholischen Pfarrgemeinde. Die Pfarrgemeinde im Erzbistum Freiburg, im Dekanat Wiesloch gehört zur Seelsorgeeinheit Letzenberg.

## Geschichte

### 20. Jahrhundert
Die Lage der 1869 erbauten alten Kirche am alten Kirchplatz Malschenberg, erschien in den Jahren nach dem Zweiten Weltkrieg wegen mangelhafter Bausubstanz und beengten Platzverhältnissen zunehmend problematisch. Die Ortspfarrer begannen daher mit Sammlungen für einen Kirchenneubau. Die Planungen nahmen 1976 konkrete Formen an, als dank des Engagements des Geistlichen Walter Etzkorn hinreichende Mittel für den Neubau zusammengetragen wurden.
1979 wurde das Projekt in das Kirchenbauprogramm des Erzbistums Freiburg aufgenommen und der erste Spatenstich konnte am 1. Juli 1979 erfolgen. Als Folge der Baugrunduntersuchung musste ein Fundament auf 69 Pfeilern errichtet werden, die bis in je neun Metern Tiefe gebohrt wurden. 1981 konnte der Grundstein gesegnet und das Richtfest gefeiert werden. Am Christkönigsonntag 1982 konnte die Pfarrgemeinde schließlich ihre neue Kirche St. Wolfgang in Besitz nehmen, die am 5. Juni 1983 durch Bischof Wolfgang Kirchgässner geweiht wurde. Dieser rief damals die Gemeinde auf: „Lassen Sie diese neuen Steine zu lebendigen Steinen ihrer Gemeindekirche werden.“

### 21. Jahrhundert
2003–2014 bestand die Seelsorgeeinheit Rauenberg, zu welcher auch Rotenberg gehörte. Seit 2015 besteht die Seelsorgeeinheit bzw. Kirchengemeinde Letzenberg, zu der nun die Orte Malsch, Malschenberg, Mühlhausen mit Tairnbach, Rauenberg, Rettigheim und Rotenberg gehören.

## Orgel
2001 konnte eine 14 Register umfassende Orgel in der Kirche verwirklicht werden, errichtet wurde diese als op. 51 von Orgelbaumeister Karl Göckel, dessen Heimatort die Pfarrgemeinde darstellt.
Disposition
| I Hauptwerk C–a3 |       |  |
| Bourdon          | 16′   |  |
| Montre           | 8′    |  |
| Flûte harmonique | 8′    |  |
| Bourdon          | 8′    |  |
| Prestant         | 4′    |  |
| Plein jeu III-I  | 1 ⁄3′ |  |
| Octave           | 2′    |  |
| Trompette        | 8′    |  |

| II Schwellwerk C–a3 |       |  |
| Flûte harmonique    | 8′    |  |
| Gambe               | 8′    |  |
| Voix celeste        | 8′    |  |
| Flûte octaviante    | 4′    |  |
| Octavin             | 2′    |  |
| Cornet III          | 2 ⁄3′ |  |
| Basson-Hautbois     | 16′   |  |
| Tremulant           |       |  |

| Pedal C–f1 |     |  |
| Subbaß     | 16′ |  |
| Octave     | 8′  |  |
| Bourdon    | 8′  |  |
| Trompete   | 8′  |  |